# Улица Северных конвоев
Улица Северных конвоев — короткая, около 200 метров, улица в историческом центре Архангельска (Октябрьский округ). Проходит от Набережной Северной Двины до Троицкого проспекта. Одна из границ Площади Павлина Виноградова и Площади Мира.
Приписанных к улице зданий нет. 
В городе есть также Аллея Северных конвоев

## История

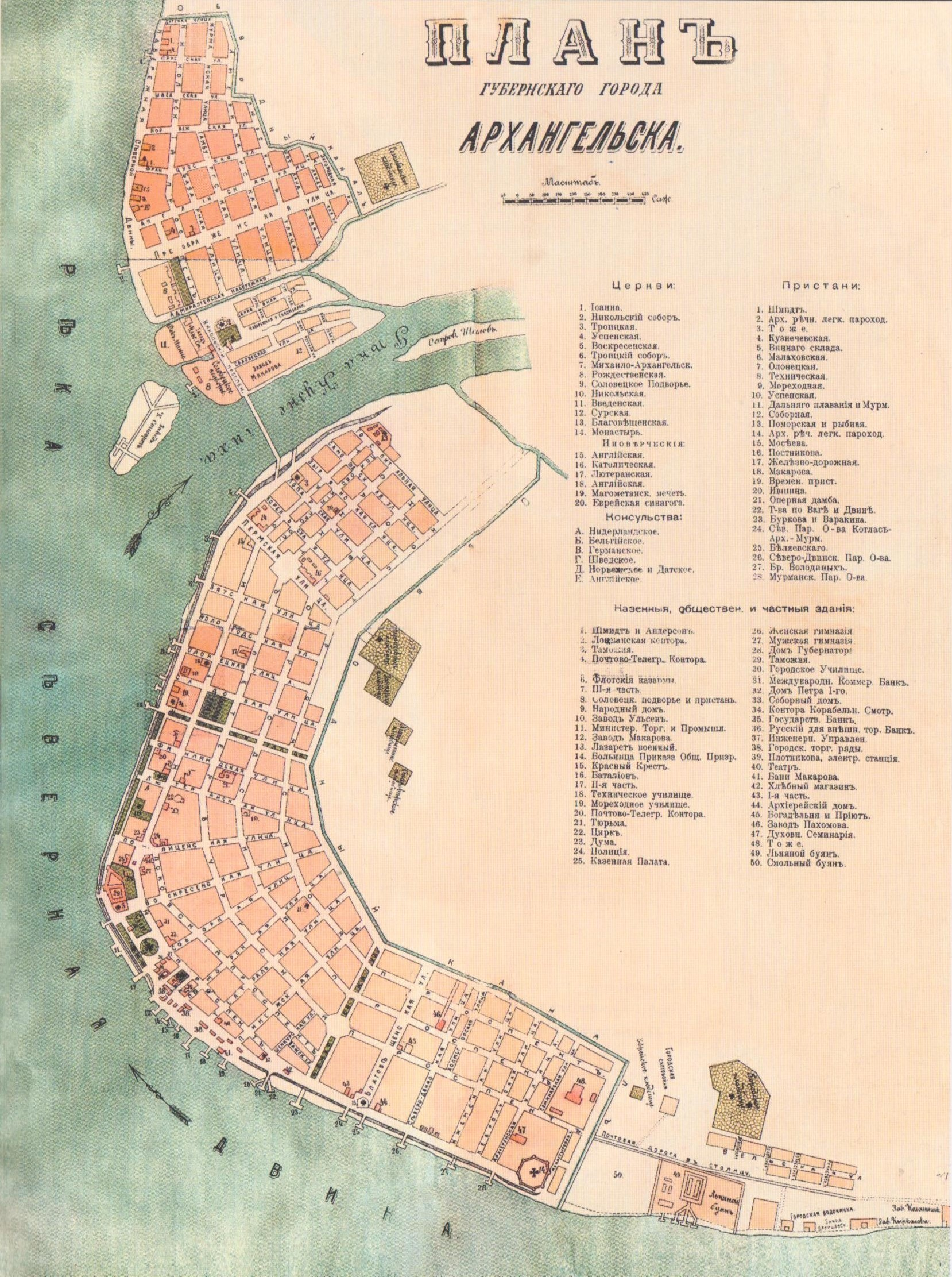
Карта Архангельска 1890 года

В конце XIX — начале XX века в районе улицы находилась небольшая площадь и английская церковь на ней (здание не сохранилось), в советское время площадь была сквером.
В 1956 году на прилегающей к улице и Троицкому (тогда — Павлина Виноградова) проспекту территории был возведён кинотеатр «Мир».
9 мая 1965 года, в день празднования двадцатилетия победы над немецко-фашистскими захватчиками, на прилегающей к улице и Набережной Северной Двины территории был торжественно заложен Монумент победы («Воинам — северянам, павшим в годы Великой Отечественной войны 1941—1945 гг.», авторы — скульптор В. М. Михалев и Ю. А. Чернов, архитектор В. М. Кибирев).
Торжественное открытие Монумента состоялось 9 мая 1969 года.
В 1960-е годы старая застройка у выхода улицы к Троицкому проспекту была снесена
Улица поименована в 2011 году
6 мая 2010 года у выхода улицы к Северной Двине установлен памятник тюленю-спасителю, а 31 августа 2015 года, в 74-ю годовщину прихода в Архангельск первого союзного конвоя «Дервиш», — памятник Участникам Северных конвоев 1941—1945 гг. (здесь на рейде Северной Двины встали на якорь корабли и суда конвоя).

## Достопримечательности

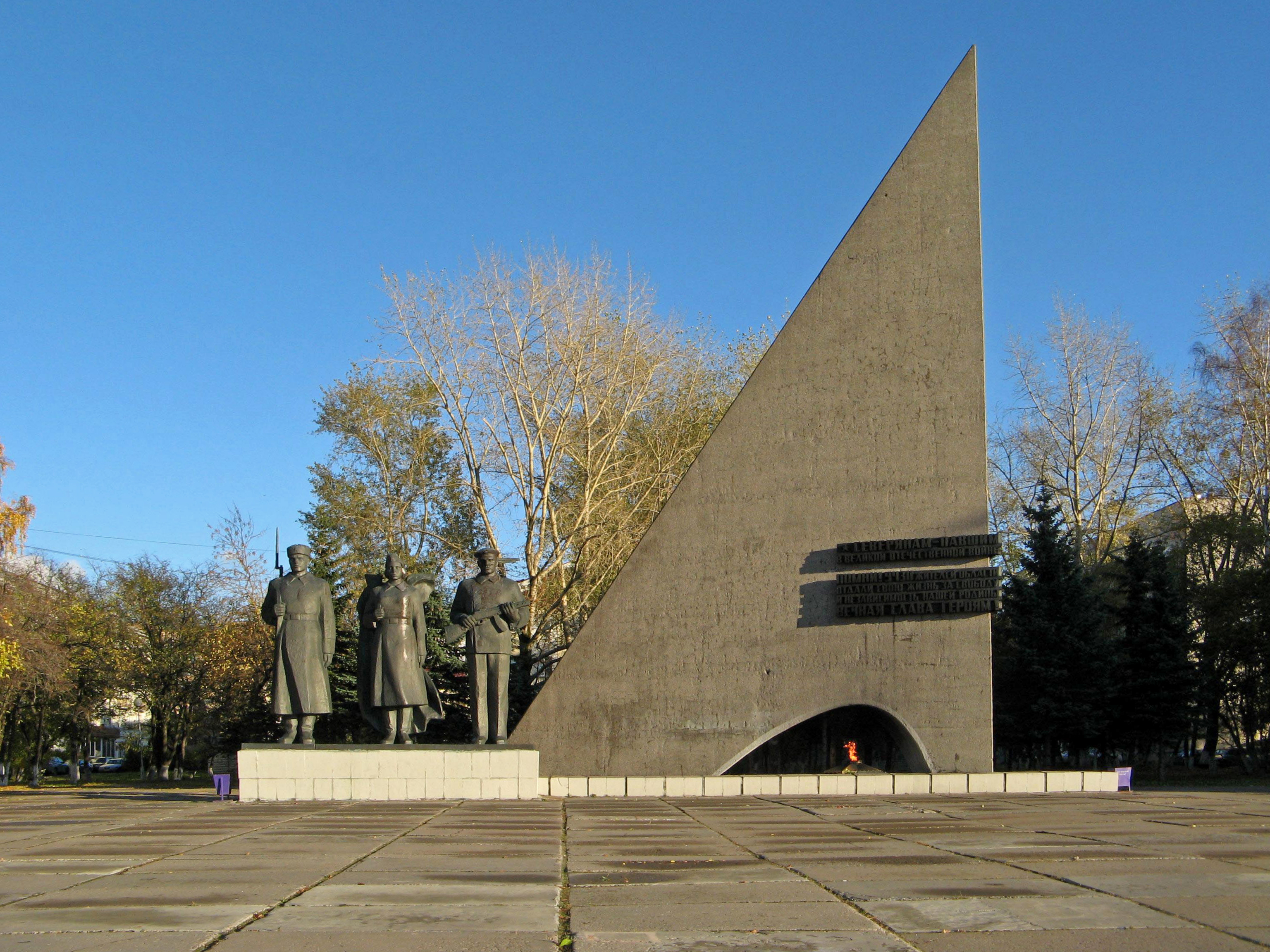
Монумент Победы и «вечный огонь»
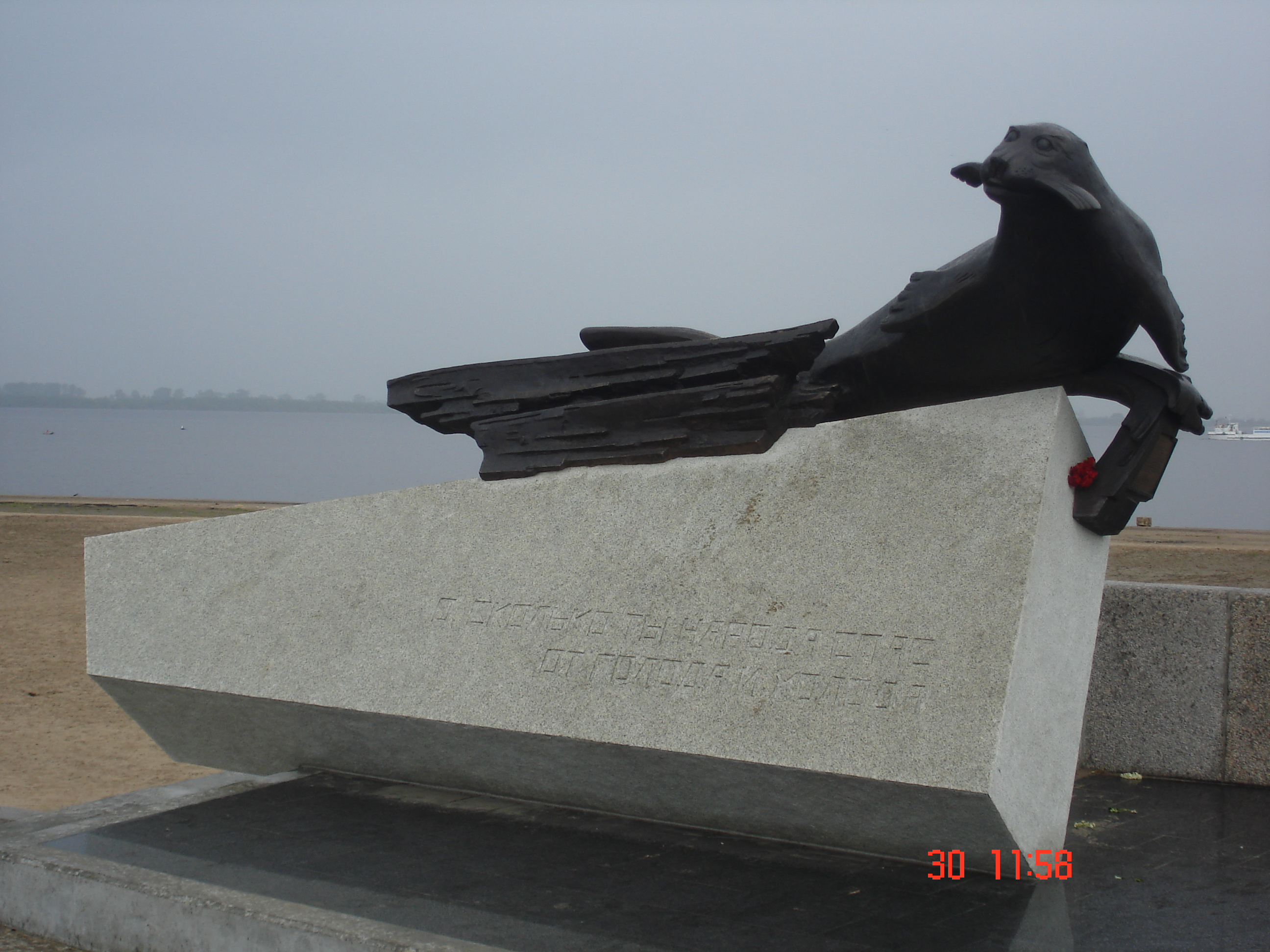
Памятник «Тюленю-спасителю»
Памятник участникам Северных конвоев 1941—1945  гг.
Стела «Герои Советского Союза Архангельска и Архангельской области»

Памятник тюленю-спасителю
Памятник Участникам Северных конвоев 1941—1945 гг.
Памятник Героям Советского Союза.

## Известные жители

Мемориальная доска С. Н. Плотникову. Набережная Северной Двины, д. 93, фасад по улице Северных конвоев

С. Н. Плотников (1909—1990), народный артист СССР